# Sở hữu trí tuệ
Theo Điều 2(VIII) của Công ước WIPO (Công ước Stockholm Lưu trữ ngày 11 tháng 5 năm 2012 tại Wayback Machine) ngày 14 tháng 7 năm 1967 về thành lập Tổ chức sở hữu trí tuệ thế giới, sở hữu trí tuệ (intellectual property) được định nghĩa là các quyền liên quan tới:
- Các tác phẩm văn học, tác phẩm nghệ thuật và tác phẩm khoa học.
- Buổi biểu diễn của các nghệ sĩ, bản ghi âm (thu âm), chương trình phát thanh, truyền hình.
- Sáng chế thuộc mọi lĩnh vực với sự nỗ lực sáng tạo của con người, xem thêm bằng sáng chế.
- Kiểu dáng công nghiệp.
- Nhãn hiệu hàng hoá, nhãn hiệu dịch vụ, tên thương mại và chỉ dẫn thương mại, thương hiệu, biểu trưng.
- Quyền bảo hộ chống cạnh tranh không lành mạnh.
- Và tất cả các quyền khác liên quan đến hoạt động trí tuệ của con người trong các lĩnh vực công nghiệp, khoa học, văn học hoặc nghệ thuật.